# Túnel de Montgat
El túnel de Montgat es la infraestructura ferroviaria más antigua de España, ubicada en la provincia de Barcelona.  Se inauguró el día 28 de octubre de 1848. Actualmente se encuentra en la línea de cercanías Barcelona-Mataró-Massanet-Massanas.

## Historia

### Antecedentes del proyecto
En 1846, el emigrante catalán Miguel Biada regresa a España y decide iniciar la empresa de construcción de una línea de ferrocarril que una la ciudad de Barcelona con su ciudad natal, Mataró. Para ello contrata al inglés Joseph Locke para la realización del proyecto y al contratista Mackenzie & Brassey la ejecución de la obra.
Esta a su vez es supervisada por los ingenieros de caminos Juan Merlo, Víctor Martí, y Agustín Marcoartú bajo el mando del ingeniero en jefe de la provincia Antonio Arriete.
Esta sería la primera línea de ferrocarril de la península ibérica y segunda de España, vertebrando la costa catalana entre Barcelona y Mataró, a través de terrenos costeros de dominio público. La vía había de atravesar el cerro de Montgat, que marca el límite de las comarcas de Barcelona y Maresme donde se encuentra el municipio del mismo nombre. A pesar de que la primera alternativa no requería de hacer un túnel, el paso estrecho sobre el cerro estaba reservado para el camino real, actual N-2, por lo que se indica a la compañía que realice un túnel algo por debajo del trazado del camino.

### Diseño y construcción
El túnel se diseña con una longitud de 134,9 metros, una altura de 6,69 metros y un ancho de 7,25 metros por el que inicialmente solo discurría una vía, en cumplimiento de la Real Cédula expedida el 20 de octubre de 1847, que en virtud de su artículo seis permitía la instalación de vía única con el siguiente texto:

Artículo sexto: El camino podrá beneficiarse al principio con una sola vía, pero todas las obras de fábrica, desmontes y terraplenes se harán desde luego para dos vías. La anchura del camino será (sin contar el ancho de las barras) de veinte y siete pies y siete pulgadas en los terraplenes y veinte y tres pies y siete pulgadas en los desmontes, subterráneos y puentes.
Artículo sexto de la Real Cédula, 20/10/1847

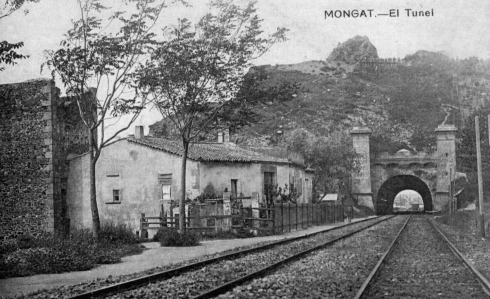
Imagen de la boca norte del túnel del Montgat en el.

El crecimiento de la demanda de tráfico de trenes hace que en el año 1899 se instale una segunda vía y se ensanche el túnel 70 centímetros pues el ancho de los vehículos operados a finales de siglo había aumentado respecto a los diseños originales. Sus dos entradas son proyectadas como arcos triunfales en homenaje al hombre que consigue triunfar frente a los obstáculos de la naturaleza. Fueron construidas en piedra, flanqueadas por dos grandes columnas de planta cuadrada y dos pequeñas ventanas coronadas por capiteles lisos. Sobre los arcos de medio punto que dan entrada al túnel y uniendo ambas columnas se alza un pequeño muro almenado que hace al conjunto simular la puerta de un castillo.
Los trabajos se iniciaron a mano desde ambas bocas con picos y palas, pues las perforadoras mecánicas no serían inventadas hasta 1861, hasta la llegada de los contratistas ingleses en febrero que inician el uso de pólvora en barrenas para hacer voladuras en la roca. Esto junto con la naturaleza granítica del promontorio, dificultaría mucho la construcción. El ocho de octubre de 1847 ambas galerías de avance convergieron y se iniciaron los trabajos a destroza para ensanchar el túnel.. A pesar de que el granito es un buen material que no necesita de sustentación adicional en túneles, este se recubrió de ladrillo por recomendación de William Locke, sobrino de Joseph Locke, quien dejó reflejado en su informe:

El túnel de Montgat adelanta satisfactoriamente. Hace algunos meses que la montaña quedó perforada en la galería superior del subterráneo, y una tercera parte de este á corta diferencia, tiene ya la amplitud ó dimensión necesaria. Aunque la roca es extremadamente dura, se ha creído indispensable, para evitar en todo tiempo los efectos de la influencia atmosférica, construir en toda la extensión del túnel una bóveda de mampostería, de la cual hay ejecutados á uno y otro extremo sobre 35 pies lineales.
William Locke, 29/01/1848

La roca del túnel se usó como balasto de la línea. El precio de la obra fue de 312 500 pesetas, un precio tan alto para la época que dio origen a la expresión en catalán: ser més costós que el túnel de Montgat que en castellano sería costar más que el túnel de Montgat.

### Inauguración
El túnel fue inaugurado prematuramente el 1 de marzo de 1848 con un tren tirado por caballos, puesto que las primeras locomotoras inglesas no llegarían hasta dos meses más tarde. A pesar de no tratarse de una inauguración oficial, asistieron al acto personalidades de la época y la prensa, como recogería el diario El Fomento:

Hoy se ha inaugurado el nuevo túnel de Montgat en el camino de hierro que se construye desde Barcelona a Mataró. La junta directiva de esta grandiosa obra, cuyos trabajos se hallan ya muy avanzados, para dar mayor solemnidad al referido acto ha invitado a las primeras autoridades y a algunas personas distinguidas a que favoreciesen con su asistencia. El convoy ha salido por el ferro-carril y si bien no se ha hecho uso de otra fuerza motriz que la de los caballos, la marcha no ha dejado de ser bastante rápida.
El Fomento, 02/03/1848

No sería hasta siete meses más tarde por problemáticas varias en otros puntos de la vía que se inaugurase el túnel de forma oficial junto con la línea al completo. La primera locomotora en cruzarlo fue La Mataró el 28 de octubre a las nueve de la mañana en un gran acontecimiento social recogido por la prensa. Los artículos reflejaron la importancia del túnel dentro de la línea y lo novedoso para su época:

La impresión mas viva ha sido seguramente la que hemos experimentado al atravesar el túnel de Mongat, perdiendo por un momento el sol y la luz del día mas sereno y brillante para encontrarla de nuevo al salir de aquella artificial caverna. Los viajeros todos han manifestado su sorpresa con un grito unánime y con fuertes aplausos que retumbaron en aquella oscura bóveda.
El Fomento, 29/10/1848

En todas las estaciones del tránsito fue recibido el tren con delirante entusiasmo. Al atravesar el pequeño túnel de Montgat estalló entre los pasajeros una explosión de júbilo entremezclado de orgullo, que se desahogó en un aplauso general
La Vanguardia, 02/11/1848

### Primer accidente ferroviario de España
Aunque las fuentes oficiales no esclarecieron el hecho, el día 3 de diciembre de 1848 descarrila un tren en el túnel, posiblemente relacionado con un sabotaje por parte de los mayorales de las diligencias de caballos que realizaban el mismo recorrido que la línea de ferrocarril y se habían visto afectados por el nuevo medio de transporte. Esto conllevará que se inicie una mayor inspección y control de las vías.

### Destrucción de la boca sur

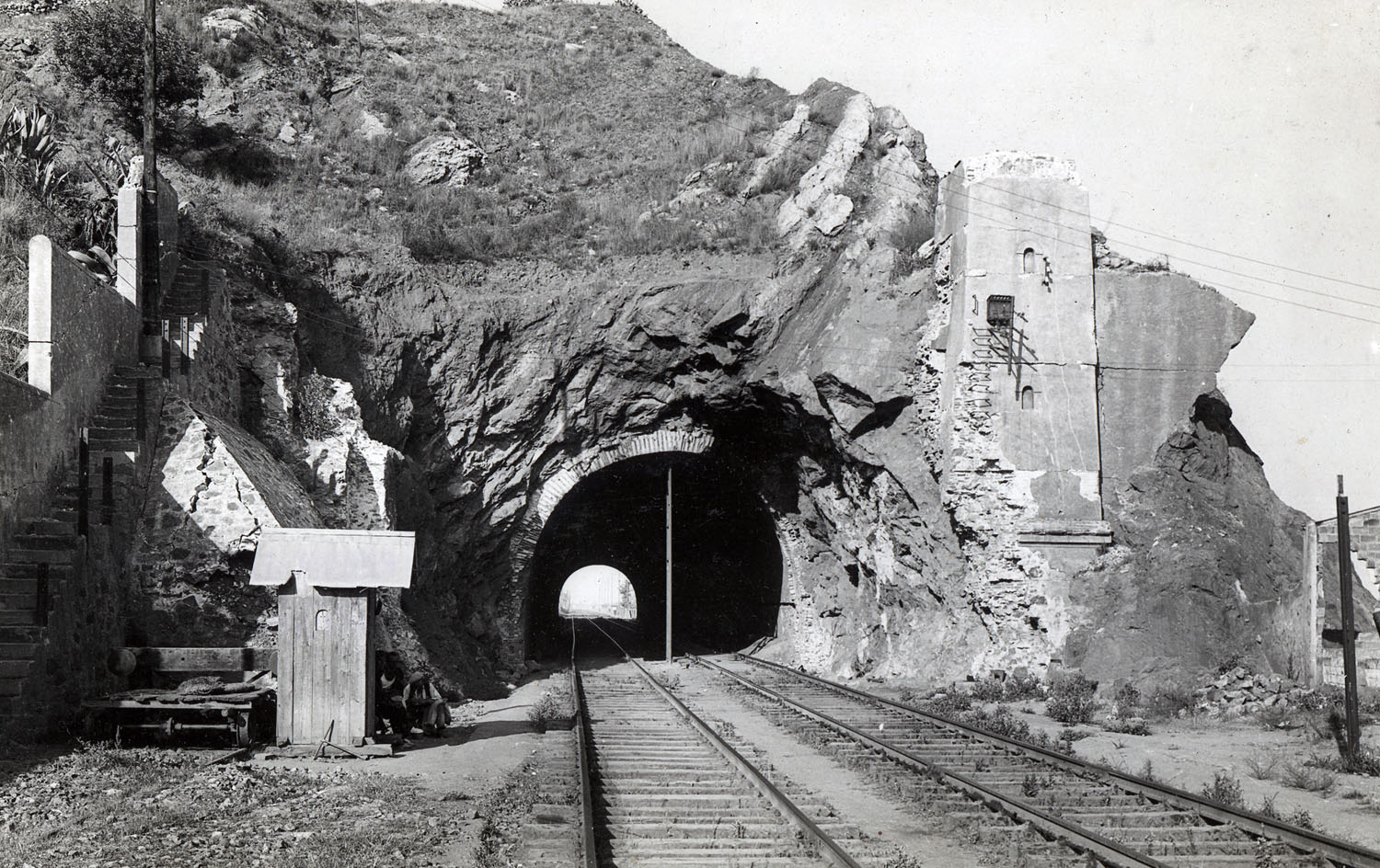
Embocadura sur del túnel de Montgat en 1939 tras su voladura durante la guerra civil española

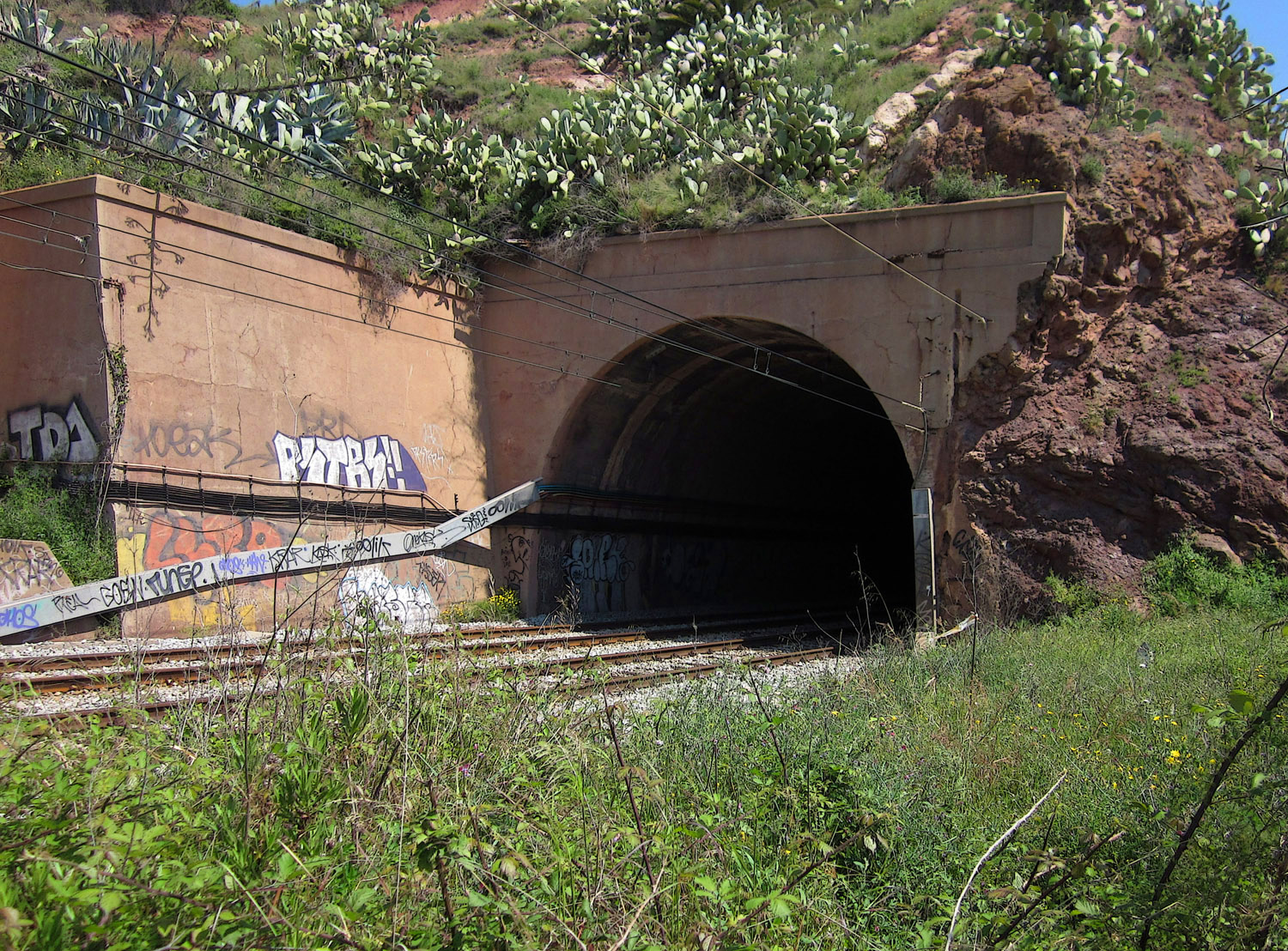
Embocadura sur del túnel, en su apariencia actual

La boca sur junto con 8 metros de túnel fueron perdidos durante la guerra civil española. El túnel de Montgat fue parcialmente dinamitado el 27 de enero de 1939 por las fuerzas republicanas en huida hacia Francia para retrasar a las tropas nacionales en su persecución. El día anterior el Ejército sublevado había entrado en Barcelona. Acciones como estas fueron una práctica común por el ejército republicano, que voló numerosos puentes y viaductos para retrasar los frentes de ataque.
El gobierno franquista tras la guerra civil expropia todas las vías anchas e infraestructuras ferroviarias para iniciar la reconstrucción del estado. La urgencia de reparación del túnel hace que la boca sur sea reconstruida de modo funcional, con hormigón armado liso, pero conservando la escalinata lateral de piedra al costado de la montaña, lo cual ha permitido conocer la ubicación de la antigua boca del túnel.

## El túnel en la actualidad
El túnel se encuentra situado en el punto kilométrico 12/082 de la actual línea Barcelona-Mataró-Massanet-Massanas de cercanías.

## Consecuencias
La construcción del túnel fue una gran obra de ingeniería para la época en España, que, junto con la inauguración de la línea, supuso el comienzo de la industrialización de las zonas cercanas a la vía. Poco después el túnel fue utilizado para llevar los tendidos de electricidad y telégrafo hacia el norte desde Barcelona.